# Híeron (Xenofonte)
Hiero (Grego: Ἱέρων, Hiéron) é uma obra menor de Xenofonte, ambientada como um diálogo entre Híeron, tirano de Siracusa, Magna Grécia, e o poeta lírico Simônides por volta de 474 a.C. O diálogo é uma resposta à suposição de que a vida de um tirano é mais agradável do que a de um plebeu. Tendo vivido como ambos, Híeron desfaz esse equívoco, argumentando que um tirano não tem mais acesso à felicidade do que uma pessoa comum. Parte desse conceito é considerada na parábola da Espada de Dâmocles, vários séculos depois.
Considerando tudo isso, o Híeron parece defender a superioridade da tirania sobre outras formas de organização política. No mínimo, Simônides elogia a vida de Hierão, um homem que adquire poder da maneira mais inescrupulosa e priva os siracusanos da liberdade. Entretanto, se lido com atenção, o Híeron indica que uma vida privada é superior a viver a vida de um tirano. Os tiranos gostam de dominar os outros, mas desejam ainda mais ser amados e honestamente elogiados por aqueles que os rodeiam. Os tiranos ficam presos em um ciclo interminável de violência e medo. Eles não podem renunciar ao seu poder por medo de perder a atenção dos outros e por medo de que aqueles que anteriormente oprimiram não os executem imediatamente.
O diálogo, como muitas das obras de Xenofonte, não recebe muita atenção acadêmica hoje. No entanto, foi o tema nominal da análise de Leo Strauss, Sobre a Tirania, que iniciou seu famoso diálogo com Alexandre Kojève sobre o papel da filosofia na política.